# Edmund Fellowes
Edmund Horace Fellowes, född 11 november 1870, död 21 december 1951, var en brittisk musikforskare.
Edmund Fellowes var från 1900 underkanonikus i Windsor, 1923–1927 även kyrkokapellmästare där. Han blev hedersdoktor i musik vid universitetet i Dublin 1917 och vid Oxfords universitet 1939. Fellowes ägnade särskilt intresse åt 1500-talets engelska vokalmusik och skrev bland annat English Madrigal Verse (2:a upplagan 1931), The English Madrigal Composers (1921) och The English Madrigal (1925). Sin största insats inom området gjorde han som utgivare av samlingsverket The English Madrigal School (36 band, 1919–1924), The English School of Lutenist Songwriters (32 band, 1920–1928) och som medutgivare av The Tudor Church Music. Fellowes kom under föreläsningsresor i USA att utbreda kunskapen om tudortidens engelska musik. Av hans senare arbeten märks en biografi över William Byrd (1936) och en fullständig upplaga av dennes tonsättningar (1939).